# Lieja-Bastoña-Lieja 1963
La Lieja-Bastogne-Lieja 1963 fue la 49.ª edición de la clásica ciclista Lieja-Bastoña-Lieja. La carrera se disputó el domingo 5 de mayo de 1963, sobre un recorrido de 245 km. El vencedor final fue el belga Frans Melckenbeeck (Mercier-Hutchinson-BP) que consiguió el triunfo al aprint ante el también belga Pino Cerami (Peugeot-Michelin-BP) y al italiano Vittorio Adorni (Cynar), segundo y tercero respectivamente. 

## Clasificación final
| Posición | Ciclista              | Equipo                         | Tiempo   |
| -------- | --------------------- | ------------------------------ | -------- |
| 1        | Frans Melckenbeeck    | Mercier-Hutchinson-BP          | 5h26'28" |
| 2        | Pino Cerami           | Peugeot-Michelin-BP            | s.t.     |
| 3        | Vittorio Adorni       | Cynar                          | s.t.     |
| 4        | Jo De Roo             | Saint Raphael-Geminiani-Dunlop | s.t.     |
| 5        | Raymond Poulidor      | Mercier-Hutchinson-BP          | s.t.     |
| 6        | Frans Schoubben       | Peugeot-Michelin-BP            | a 9"     |
| 7        | Jo De Haan            | Peugeot-Michelin-BP            | s.t.     |
| 8        | Alan Ramsbottom       | Pelforth-Sauvage-Lejeune       | s.t.     |
| 9        | Jan Janssen           | Pelforth-Sauvage-Lejeune       | s.t.     |
| 10       | Georges Vanconingsloo | Solo-Terrot-Englebert          | s.t.     |